# Усміхайся 2
«Усміхайся 2» (англ. Smile 2) — американський фільм жахів режисера Паркера Фінна 2024 року. Продовження фільму «Усміхайся».

## Сюжет
Через шість днів після смерті Роуз Коттер, Джоел, який перейняв від неї прокляття, намагається позбутися його, передавши Сутність Усмішки. Він вирішує пожертвувати злочинця, якого зарізає на очах у його спільника. Але випадково він убиває обох. Невдовзі Джоел виявляє, що в будинку був свідок, наркоторговець Льюїс Фреголі, який отже і перейняв прокляття. Та до будинку поспішають інші бандити, що почули постріли. Коли Джоел намагається втекти, його збиває вантажівка.
Тим часом популярна співачка Скай Райлі відвідує «Шоу Дрю Беррімор», де анонсує своє повернення в шоу-бізнес після того, як подолала наркотичну залежність і наслідки загибелі її хлопця, актора Пол Гадсона. Її мати і менеджерка Елізабет, а також помічник Джошу, наглядають за Скай, щоб вона не повернулася до наркоманії. На репетиції виступу Скай травмує спину і відвідує свого шкільного друга Льюїса, щоб купити наркотики.
При зустрічі Льюїс панікує, потім дивно усміхається і вбиває себе диском від штанги. Злякавшись, що її знайдуть у кімнаті, повній наркотиків, Скай тікає і нікому не розповідає про це. Вона не здогадується, що Сутність Усмішки перейшла у неї. Невдовзі Скай починає бачити галюцинації людей, які посміхаються їй. Шукаючи підтримки, вона мириться зі своєю відчуженою подругою Джеммою. Але хтось починає слати Скай повідомлення з невідомого номера, пишучи, що знає про її перебування у квартирі Льюїса.
Під час репетиції Скай падає внаслідок галюцинації. На благодійному заході, організованому музичним виконавцем Даріусом, відмовляє телесуфлер. Скай починає імпровізоване зізнання про те, як слава зіпсувала її життя. Побачивши усміхненого Пола, Скай панікує, випадково скидає ведучу заходу зі сцени й тікає.
Скай зустрічає Морріса, чоловіка, який написав їй повідомлення, у барі. Він каже їй, що стежить за Сутністю з тих пір, як вона вбила його брата. Він пояснює, що прокляття переходить на кожного, хто стає свідком смерті жертви. Морріс припускає, що Сутність Усмішки є паразитом і може померти без хазяїна. Тому він пропонує зупинити серце Скай, а потім реанімувати її, щоб зняти прокляття, але вона відмовляється після того, як її впізнають перехожі.
Вдома Скай ввижається натовп, який схоплює її, а гігантська рука проникає їй у горло. Флешбек показує, що Скай спричинила смерть Пола, навмисно розбивши машину під час суперечки, спричиненої наркотиками. Пізніше Скай прокидається та сперечається з Елізабет щодо майбутнього туру. Раптом Елізабет посміхається, розбиває дзеркало та смертельно ранить себе осколком в око. Скай намагається втекти, але на свій жах, розуміє, що це вона вбила Елізабет.
Тоді вона возз'єднується з Джеммою, викравши машину, щоб зустрітися з Моррісом. Вона отримує дзвінок від справжньої Джемми та розуміє, що поруч із нею не справжня Джемма, а Сутність. Відновивши контроль над машиною, Скай зустрічається з Моррісом у покинутій піцерії Pizza Hut, де він планує використати морозильну камеру, щоб запобігти пошкодженню мозку під час зупинки її серця. Морріс відходить налаштувати обладнання, а Сутність з'являється у вигляді колишньої Скай з автокатастрофи. Скай вколює собі снодійне, проте Сутність глузливо стверджує, що це даремно і показує, що в руці не було шприца.
Скай проходить крізь морозильну камеру й опиняється на сцені. Вона бачить Джошуа, Даріуса та Елізабет, і розуміє, що події попереднього дня були ілюзією. Сутність з'являється у вигляді копії Скай, але швидко набуває своєї справжньої форми у вигляді безшкірої людиноподібної істоти з кількома усміхненими ротами, вкладеними один в одного. Істота вселяється в Скай, змушуючи її забити в око мікрофон перед тисячами шокованих глядачів.

## В ролях
| Актор                 | Роль                                     |
| --------------------- | ---------------------------------------- |
| Наомі Скотт           | Скай Райлі, відома виконавиця поп-музики |
| Кайл Галлнер          | Джоел                                    |
| Лукас Гейдж           | Льюїс                                    |
| Пітер Джекобсон       | Морріс                                   |
| Дрю Беррімор          | саму себе                                |
| Майлз Гутьєррес-Райлі |                                          |
| Рауль Кастільо        |                                          |
| Ділан Гелула          |                                          |
| Розмарі Девітт        |                                          |
| Рей Ніколсон          | Пол Хадсон                               |

## Прем'єра
Прем'єра фільму відбулась 18 жовтня 2024 року.

## Сприйняття
Фільм отримав загалом позитивні відгуки критиків, які високо оцінили гру Наомі Скотт. Агрегатор відгуків Rotten Tomatoes вказує, що 86% відгуків критиків позитивні, з середньою оцінкою 6,9/10. Середньозважена оцінка на Metacritic складає 67 балів зі 100, що вказує на «загалом схвальні» відгуки.